# Крутики (сельское поселение Медведево)
Крутики  — деревня в Ржевском районе Тверской области. Входит в состав сельского поселения Медведево.

## География
Находится в южной части Тверской области на расстоянии приблизительно 26 км по прямой на юго-запад от вокзала станции Ржев-Балтийский.

## История
Деревня была отмечена еще на карте Менде (состояние местности на 1848 год). В 1859 году здесь (деревня Ржевского уезда Тверской губернии) было учтено 6 дворов, в 1939—20.

## Население
Численность населения: 76 человек (1859 год), 11 (русские 100 %) в 2002 году, 1 в 2010.